# 全称实例化
在逻辑中，全称实例化或全称列举（Universal Instantiation,简称UI,拉丁文中叫做"Dictum de omni"）是从关于一类个体的每个成员的真理到关于这个类的特定个体的真理的推理。它一般作为全称量词的量化规则给出，但也可以作为一个公理。它是量化理论的基本原理之一。
例子："所有的狗都是动物。Fido是狗。所以Fido是动物。"
作为一个公理模式：
∀xA → A(a/x)，A(a/x)是把A中所有x的自由出现替代为某个项a的结果。
作为一个推理规则:
从 ⊢ ∀xA 推出 ⊢ A(a/x)，A(a/x)同上。

## 蒯因
威拉德·冯·奥曼·蒯因认为全称实例化与存在概括是同一原理的两面。当我们说：“对于所有x，x=x”蕴含“苏格拉底=苏格拉底”这一实例，我们也同时可以说，全称实例“苏格拉底=苏格拉底”的否定“苏格拉底≠苏格拉底”蕴含：“存在一些x，x不等于x”这一存在概括。如上两个推论规则所体现的原理连接着量词和与这些量词有关的一项陈述。但这个原理仅在惯例下成立，且词项必须实有所指。

## 关联项目
- 普遍化，又称全称概括。
- 存在概括
- 存在列举